# Munchon
Munch'ŏn är en stad i provinsen Kangwon i Nordkorea. Den ligger vid Nordkoreas östkust mot Japanska havet och är provinsens näst största stad, efter Wonsan. Folkmängden uppgick till 122 934 invånare vid folkräkningen 2008, med 92 525 invånare i själva centralorten.